# Subhas Mungra
Subhas Chandra Mungra (Paramaribo, 2 september 1945) is een Surinaams diplomaat en politicus.

## Financiën
Subhas Mungra studeerde economie aan de Universiteit van Amsterdam.
Hij was bestuursvoorzitter van de Surinaamse Postspaarbank (SPSB) en van de Nationale Ontwikkelingsbank (NOB) en vervolgens van 1983 tot 1986 directeur van de NOB.
In 1986 werd hij minister van Financiën en Planning namens de VHP. Na de verkiezingen van 1987, de eerste vrije verkiezingen sinds de Sergeantencoup onder leiding van Desi Bouterse, keerde Mungra terug als minister van Financiën, terwijl Henck Arron vicepresident en minister van Planning werd. Op 30 december 1989 overleefde Mungra een moordaanslag. President Shankar zei kort hierna dat deze aanslag vermoedelijk het werk was van Indiaanse bewoners van Bernharddorp (5 kilometer ten noorden van Onverwacht). Een jaar later volgde de telefooncoup waarmee de regering werd afgezet.

## Buitenlandse Zaken

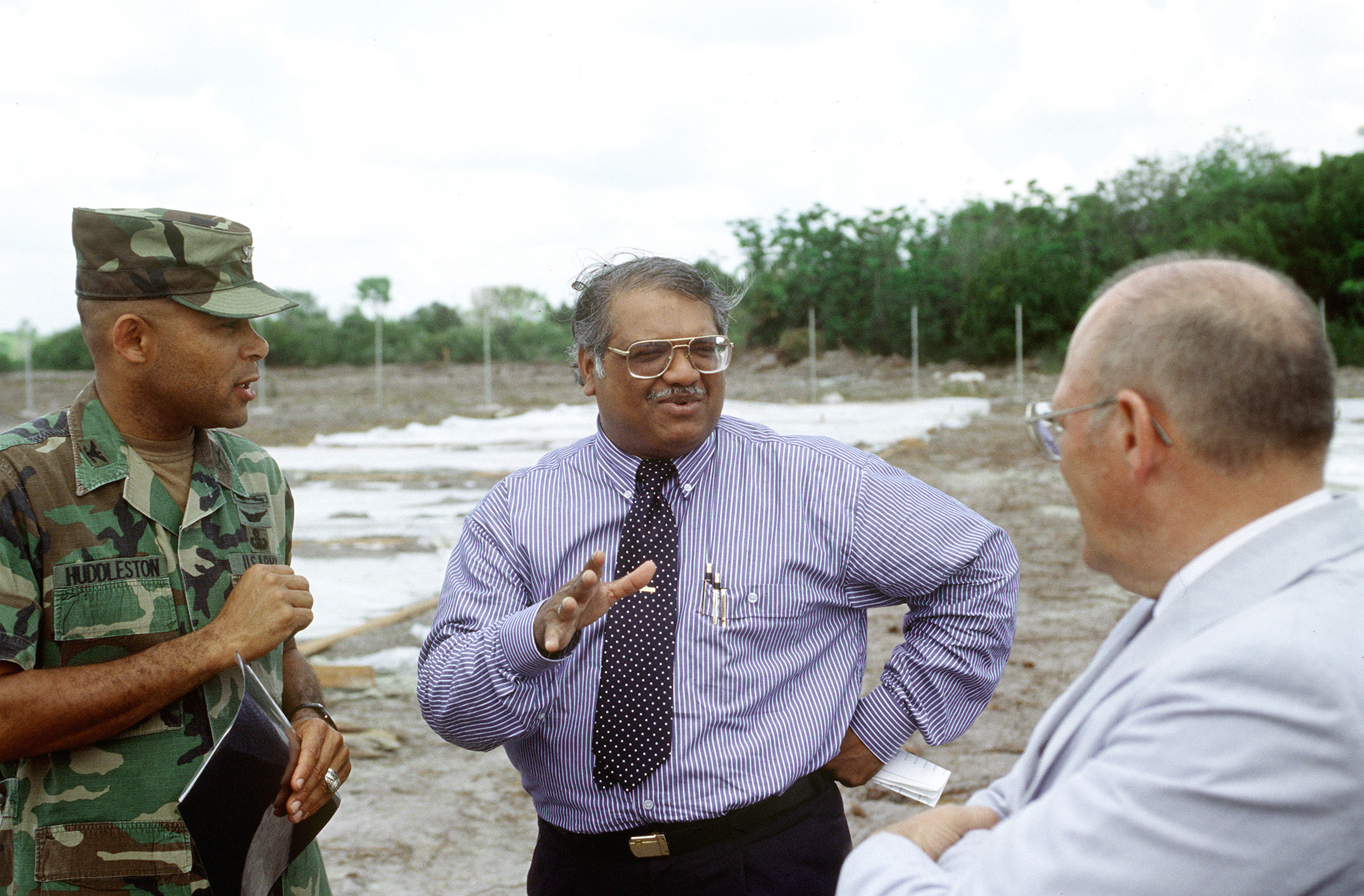
Mungra in gesprekt met VS-ambassadeur Roger Gamble (1994)

In september 1991 volgde hij Robby Ramlakhan op als minister van Buitenlandse Zaken, die die functie ruim een half jaar had gehad sinds die staatsgreep.
Tijdens beide ministerschappen was Mungra betrokken bij pogingen om de bevriezing van Nederlands ontwikkelingsgeld voor Suriname ongedaan te krijgen.
In augustus 1993 werd tijdens een onderzoek naar smeergeld bij een Rabobank-filiaal in Den Haag een bankkluisje ontdekt dat op naam stond van de echtgenote van Mungra met daarin een groot aantal spaarbiljetten. De huur van het kluisje werd betaald door Dilip Sardjoe (penningmeester van de VHP). Als gevolg van deze affaire legden Sardjoe en Arti Jessurun (lid van de Staatsraad) hun functies neer en werd Henk Goedschalk (governor van de Centrale Bank van Suriname) ontslagen.
Met het aantreden van de regering-Wijdenbosch II in 1996 werd Faried Pierkhan de nieuwe minister van Buitenlandse Zaken. 

## Verenigde Naties en AdeKUS
Van juni 1997 tot 2000 was Mungra permanent vertegenwoordiger van Suriname bij de Verenigde Naties (VN) en bij de Organisatie van Amerikaanse Staten (OAS). Bij de VN werd hij in 2001 opgevolgd door Irma Loemban Tobing-Klein. 
Vanaf Daarna werd hij docent algemene economie en ontwikkelingseconomie bij de Anton de Kom Universiteit van Suriname (AdeKUS).
Begin 2011 werd hij ambassadeur in Washington D.C. en vanaf april 2012 was hij ook niet-ingezeten ambassadeur voor Canada. Hij bleef aan tot circa 2016.
Van april 2018 tot april 2021 was hij voorzitter van de RvC van de NOB.

## Familie
Subhas Mungra is een zoon van Soekdew Mungra (VHP-Statenlid) en een broer van
- Harry Mungra, VHP-Statenlid
- Drs. Lachmipersad (Alwin) Mungra, arts en oud VHP-lid der Staten van Suriname/De Nationale Assemblée (1963-1994)
- Mr. Motilall (Atta) Mungra, zakenman en oud-Minister van Financiën (1996-1997).